# Geoffrey Shugen Arnold
Geoffrey Shugen Arnold é um monge Rōshi da Ordem das Montanhas e Rios (MRO), fundada por John Daido Loori, de quem Shugen recebeu shiho, ou seja, a transmissão de dharma, em julho de 1997. Como detentor da linhagem na tradição Sōtō, Shugen atualmente atua como chefe do MRO e abade do Zen Mountain Monastery em Mt. Tremper, em Nova York, onde ele atua como professor residente em tempo integral, e Zen Center of New York City, no Brooklyn. Treinado como músico, Shugen foi apresentado e começou a praticar a meditação Zen em 1975. Ele iniciou seu treinamento formal no Mosteiro de Zen Mountain em 1984, e recebeu tokudo, ordenação monástica completa, em 1988. Os ensinamentos de Shugen apareceram em várias publicações budistas, incluindo Buddhadharma: The Practitioner's Quarterly, The Mountain Record e em The Best Buddhist Writing 2005 e 2009. Suas palestras sobre o dharma estão disponíveis para venda na Monastery Store e como um podcast gratuito em WZEN.org. Ele é o autor de O, Beautiful End, uma coleção de poemas memoriais Zen, publicada pela Dharma Communications em 2012.